# スチュアート・ヘイスラー
スチュアート・ヘイスラー（Stuart Heisler、1896年12月5日 - 1979年8月21日）はアメリカ合衆国の映画監督。

## 主な作品

### 編集作品
- ウーピー Whoopee! (1930年)
- カンターの闘牛師 The Kid From Spain (1932年)
- 羅馬太平記 Roman Scandals (1933年)

### 監督作品
- 武装せる市街 Straight from the Shoulder (1936年)
- ハリケーン The Hurricane (1937年)
- 僕の愛犬 The Biscuit Eater (1940年)
- 復讐のゴリラ男 The Monster and the Girl (1941年)
- 地下室の狂人 Among the Living (1941年)
- ガラスの鍵 The Glass Key (1942年)
- 無宿者 Along Came Jones (1945年)
- ブルー・スカイ Blue Skies (1946年)
- スマッシュ・アップ Smash-Up, the Story of a Woman (1947年)
- タルサ Tulsa (1949年)
- 東京ジョー Tokyo Joe (1949年)
- 大空への挑戦 Chain Lightning (1950年)
- ダラス Dallas (1950年)
- 目撃者 Storm Warning (1951年)
- 孤島の愛情 Saturday Island (1952年)
- 橋頭堡を攻撃せよ Beachhead (1954年)
- 私の恋 This Is My Love (1954年)
- 俺が犯人（ホシ）だ！ I Died a Thousand Times (1955年)
- 西部の王者ローンレンヂャー The Lone Ranger (1956年)
- 果てしなき決斗 The Burning Hills (1956年)